# Charles Cottet
Charles Cottet (Le Puy-en-Velay, 12 de julho de 1863 — Paris, 25 de setembro de 1925) foi um pintor francês. Um famoso pós-impressionista, Cottet é conhecido por sua pintura escura e evocativa da Bretanha rural e das paisagens marinhas. Ele liderou uma escola de pintores conhecida como Bande noire ou grupo 'Nubians' (pela paleta sombria que usavam, em contraste com as pinturas impressionistas e pós-impressionistas mais brilhantes) e era amigo de artistas como Auguste Rodin.

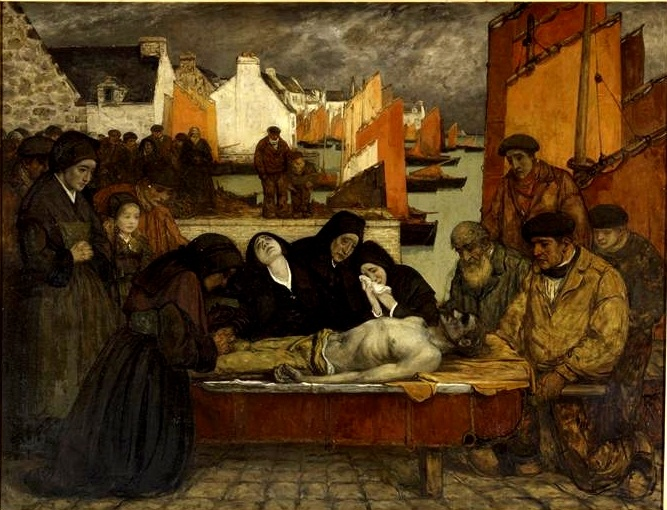
1908–09 Au pays de la mer. Douleur também chamava Les victimes de la mer, o Musée d'Orsay

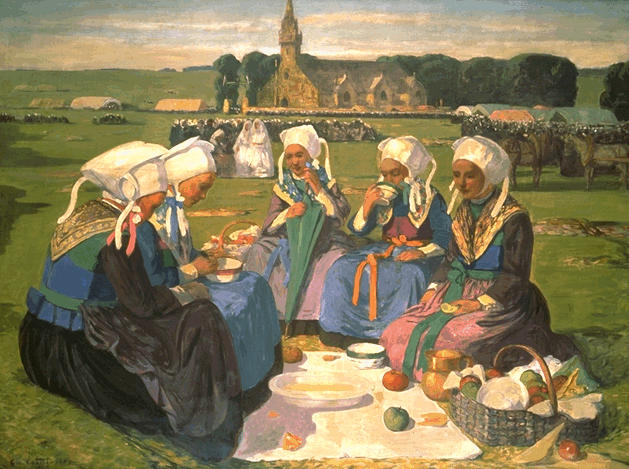
1903 Femmes de Plougastel au Pardon de Sainte-Anne-La-Palud.

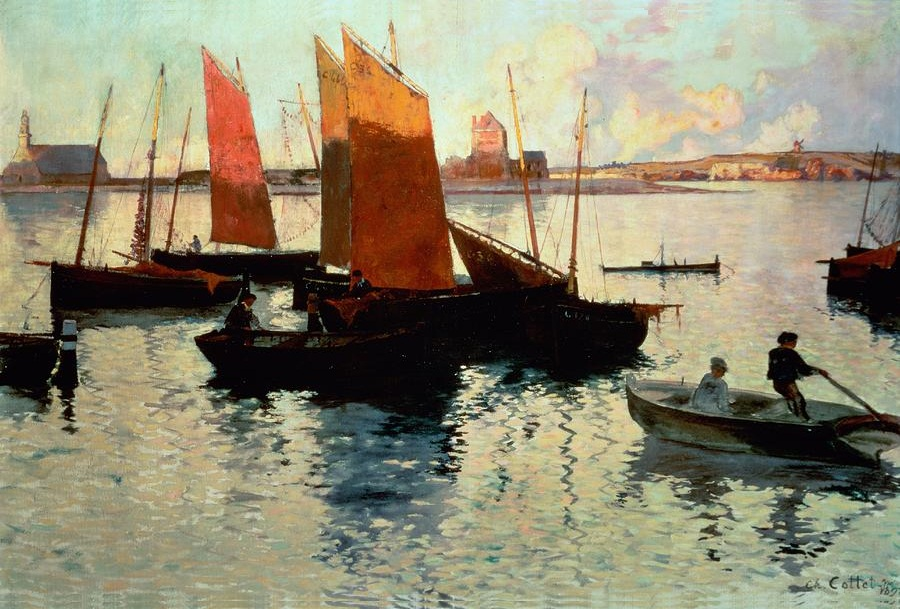
1892 Rayons du soir.

## Biografia
Cottet estudou na École des Beaux-Arts e com Puvis de Chavannes e Roll, ao mesmo tempo que frequentou a Académie Julian (onde outros estudantes formaram a escola de pintura Les Nabis, à qual mais tarde foi associado). Ele viajou e pintou no Egito, Itália e no Lago de Genebra, mas fez seu nome com suas cenas sombrias e sombrias, firmemente planejadas, severas e impressionantes da vida na costa da Bretanha.
Cottet expôs no Salão de 1889, mas em uma viagem à Bretanha em 1886 ele encontrou sua verdadeira vocação. Nos vinte anos seguintes, ele pintou cenas da vida rural e portuária, retratando uma cultura que os parisienses ainda achavam exótica. Ele é especialmente conhecido por suas paisagens marinhas escuras dos portos bretões ao amanhecer e por cenas evocativas da vida dos pescadores bretões.
Ele era amigo íntimo de Charles Maurin, e seu grupo incluía o pintor Félix-Émile-Jean Vallotton. Cottet foi frequentemente associado ao simbolismo pitoresco à beira-mar da Escola Pont-Aven, embora Vallotton tenha pintado Cottet como um líder de Les Nabis, ao lado de Pierre Bonnard, Édouard Vuillard e Ker-Xavier Roussel, em seus Cinco Pintores (1902-3; Kunstmuseum Winterthur). Cottet era mais explicitamente o líder de seu próprio pequeno movimento, o Bande noire da década de 1890, que incluía Lucien Simon e André Dauchez, todo influenciado pelo realismo e cores escuras de Courbet.

## Trabalhos selecionados
As pinturas de Cottet podem ser encontradas em muitos museus em todo o mundo, incluindo o Museu Pushkin de Belas Artes em Moscou, o Museu Britânico, o National Gallery of Art em Washington D.C., o Musée d'Orsay em Paris, o Hermitage, o Museu de Arte da Universidade de Michigan, o Museu de Arte de Ohara, o Museu de Arte Americana Smithsonian, o Museu Nacional de Arte Ocidental, o Zimmerli Art Museum, o Fine Arts Museum of San Francisco, o Metropolitan Museum of Art, e o Musée Rodin.
- 1908–09 Au pays de la mer. Douleur também chamava Les victimes de la mer, no Musée d’Orsay.
- 1905, Petit village au pied de la falaise, Musée Malraux, Le Havre
- 1900–10, Montagne, Musée Malraux, Le Havre
- 1896 View of Venice from the Sea, no Hermitage, St. Petersburg.
- 1896 Seascape with Distant View of Venice, no Hermitage, São Petersburgo.[24]
- 1896 Portrait de Cottet, no Musée d'Orsay.